# Ganglion nervos
Un ganglion nervos este o formațiune anatomică de formă sferică sau alungită, alcătuită dintr-o masă de celule și situată pe traiectul unui nerv sau al unui vas limfatic. Un ganglion nervos conține corpii celulari ai neuronilor (celule nervoase), micile centre de comandă ale neuronilor ale căror prelungiri formează nervii.
Ganglionii nervoși sunt situați în afara sistemului nervos central și prezintă aglomerări de corpi celulari. Ei asigură transmiterea impulsurilor nervoase spre organele interne ( stomac, rinichi, intestin etc.).